# 2021 LX44
2021 LX44 est un objet transneptunien faisant partie des plutinos, découvert en 2021.

## Caractéristiques
Le diamètre de 2021 LX44 est estimé à environ 200 kilometres